# Francis Piasecki
Francis Piasecki (Talange, 28 luglio 1951 – Strasburgo, 6 marzo 2018) è stato un calciatore e allenatore di calcio francese.

## Carriera
Centrocampista offensivo, esordì in massima serie il 12 agosto 1970 con la maglia del Metz, in occasione di un match casalingo con il Bastia. Dopo una breve parentesi con il Valenciennes, Piasecki tornò al Metz dove militò per l'intero arco della stagione 1971-72 per poi passare, durante la stagione seguente, al Sochaux, in cui militò per due stagioni. Passato al Paris Saint-Germain nel 1975, Piasecki si affermò definitivamente a partire dalla stagione 1977-78, quando fu acquistato dall'allora neopromosso Strasburgo.
Con la squadra alsaziana Piasecki militò per nove stagioni, conquistando il campionato nella stagione 1978-79 (durante la quale collezionò inoltre tre presenze in nazionale). Durante l'ultima stagione della sua carriera, Piasecki assunse l'incarico di allenatore-giocatore dello Strasburgo, senza però riuscire ad evitare la retrocessione della squadra.

## Statistiche

### Presenze e reti nei club
| Stagione          | Squadra           | Campionato        | Campionato | Campionato | Totale | Totale |
| Stagione          | Squadra           | Comp              | Pres       | Reti       | Pres   | Reti   |
| ----------------- | ----------------- | ----------------- | ---------- | ---------- | ------ | ------ |
| 1970-gen. 1971    | Metz              | D1                | 11         | 2          | 11     | 2      |
| gen.-giu. 1971    | Valenciennes      | D1                | 2          | 0          | 2      | 0      |
| 1971-1972         | Metz              | D1                | 33         | 7          | 33     | 7      |
| 1972-gen. 1973    | Metz              | D1                | 3          | 0          | 3      | 0      |
| Totale Metz       | Totale Metz       | Totale Metz       | 36         | 7          | 36     | 7      |
| gen.-giu. 1973    | Sochaux           | D1                | 13         | 1          | 13     | 1      |
| 1973-1974         | Sochaux           | D1                | 23         | 2          | 23     | 2      |
| 1974-1975         | Sochaux           | D1                | 31         | 4          | 31     | 4      |
| Totale Sochaux    | Totale Sochaux    | Totale Sochaux    | 67         | 7          | 67     | 7      |
| 1975-1976         | Paris SG          | D1                | 35         | 6          | 35     | 6      |
| 1976-1977         | Paris SG          | D1                | 33         | 11         | 33     | 11     |
| Totale Paris SG   | Totale Paris SG   | Totale Paris SG   | 68         | 17         | 68     | 17     |
| 1977-1978         | Strasburgo        | D1                | 35         | 11         | 35     | 11     |
| 1978-1979         | Strasburgo        | D1                | 38         | 14         | 38     | 14     |
| 1979-1980         | Strasburgo        | D1                | 37         | 8          | 37     | 8      |
| 1980-1981         | Strasburgo        | D1                | 38         | 11         | 38     | 11     |
| 1981-1982         | Strasburgo        | D1                | 36         | 10         | 36     | 10     |
| 1982-1983         | Strasburgo        | D1                | 36         | 4          | 36     | 4      |
| 1983-1984         | Strasburgo        | D1                | 34         | 1          | 34     | 1      |
| 1984-1985         | Strasburgo        | D1                | 36         | 4          | 36     | 4      |
| 1985-1986         | Strasburgo        | D1                | 4          | 0          | 4      | 0      |
| Totale Strasburgo | Totale Strasburgo | Totale Strasburgo | 294        | 63         | 294    | 63     |
| Totale carriera   | Totale carriera   | Totale carriera   | 478        | 96         | 478    | 96     |

### Cronologia presenze e reti in nazionale
| Cronologia completa delle presenze e delle reti in nazionale ― Francia | Cronologia completa delle presenze e delle reti in nazionale ― Francia | Cronologia completa delle presenze e delle reti in nazionale ― Francia | Cronologia completa delle presenze e delle reti in nazionale ― Francia | Cronologia completa delle presenze e delle reti in nazionale ― Francia | Cronologia completa delle presenze e delle reti in nazionale ― Francia | Cronologia completa delle presenze e delle reti in nazionale ― Francia | Cronologia completa delle presenze e delle reti in nazionale ― Francia |
| Data                                                                   | Città                                                                  | In casa                                                                | Risultato                                                              | Ospiti                                                                 | Competizione                                                           | Reti                                                                   | Note                                                                   |
| ---------------------------------------------------------------------- | ---------------------------------------------------------------------- | ---------------------------------------------------------------------- | ---------------------------------------------------------------------- | ---------------------------------------------------------------------- | ---------------------------------------------------------------------- | ---------------------------------------------------------------------- | ---------------------------------------------------------------------- |
| 7-10-1978                                                              | Lussemburgo                                                            | Lussemburgo                                                            | 1 – 3                                                                  | Francia                                                                | Qual. Euro 1980                                                        | -                                                                      |                                                                        |
| 8-11-1978                                                              | Parigi                                                                 | Francia                                                                | 1 – 0                                                                  | Spagna                                                                 | Amichevole                                                             | -                                                                      |                                                                        |
| 25-2-1978                                                              | Parigi                                                                 | Francia                                                                | 3 – 0                                                                  | Lussemburgo                                                            | Qual. Euro 1980                                                        | -                                                                      |                                                                        |
| Totale                                                                 |                                                                        | Presenze                                                               | 3                                                                      |                                                                        | Reti                                                                   | 0                                                                      |                                                                        |

## Palmarès
- Campionato francese: 1

Strasburgo: 1978-1979